# Johnny Piechnik
Johnny Teofil Piechnik (født 10. november 1951 i København, død 7. august 2006 i Vanløse) var en dansk håndboldspiller som deltog under Sommer-OL 1976.
Han spillede håndbold for klubben HG Håndbold. I 1976 var han med på Danmarks håndboldlandshold som endte på en ottendeplads under Sommer-OL 1976. Han spillede i alle seks kampe som målmand.